# Ronde van de Molukken
De Ronde van de Molukken was een meerdaagse wielerwedstrijd die in totaal eenmaal is georganiseerd, in september 2017. De wedstrijd maakte onderdeel uit van de UCI Asia Tour en de enige editie bestond uit vijf etappes, het eindklassement werd gewonnen door de Australiër Marcus Culey. Vier van de etappes werden verreden op het eiland Seram en een op het eiland Ambon.

## Klassementsoverzicht 2017
| Etappe | Winnaar             | Leiderstrui  | Puntenklassement          | Bergklassement | Ploegenklassement  |
| ------ | ------------------- | ------------ | ------------------------- | -------------- | ------------------ |
| 1.     | Marcus Culey        | Marcus Culey | Marcus Culey              | Ricardo Garcia | Kinan Cycling Team |
| 2.     | Akmal Hakim Zakaria | Marcus Culey | Akmal Hakim Zakaria       | Ricardo Garcia | Kinan Cycling Team |
| 3.     | Ricardo Garcia      | Marcus Culey | Akmal Hakim Zakaria       | Ricardo Garcia | Kinan Cycling Team |
| 4.     | Hiroshi Tsubaki     | Marcus Culey | Mohamad Izzat Abdul Halil | Ricardo Garcia | Kinan Cycling Team |
| 5.     | Hiroshi Tsubaki     | Marcus Culey | Hiroshi Tsubaki           | Ricardo Garcia | Kinan Cycling Team |